# Mahdi Elmandjra
Mahdi Elmandjra (Rabat, 13 de marzo de 1933 - ibídem, 13 de junio de 2014) fue un economista y sociólogo marroquí.

## Carrera
Mahdi Elmandjra se graduó de la Universidad de Cornell (Estados Unidos) y obtuvo su doctorado en la London School of Economics. Fue profesor de relaciones internacionales en la Universidad de Rabat desde 1958. 
Elmandjra ocupó muchos cargos a lo largo de su carrera. Después de terminar sus estudios, Elmandjra comenzó su carrera como director general del Servicio de Radiodifusión marroquí (RTM) y como consejero de la Misión de Marruecos ante la ONU. Ocupó diversas funciones en el organismo de la ONU desde 1961 hasta 1981 incluyendo el de director general de la UNESCO para las Ciencias Sociales, Ciencias Humanas y Cultura Adjunto, así como coordinador de la Conferencia sobre la cooperación técnica entre los países en desarrollo en el PNUD.